# Everybody's Doing It (film, 1916)
Pour les articles homonymes, voir Everybody's Doing It.
Pour plus de détails, voir Fiche technique et Distribution.
Everybody's Doing It est un film américain réalisé par Tod Browning, sorti en 1916.

## Fiche technique
- Titre : Everybody's Doing It
- Réalisation : Tod Browning
- Pays d'origine : États-Unis
- Format : Noir et blanc - Film muet
- Date de sortie : 1916

## Distribution
- Howard Gaye : Gentleman
- Tully Marshall : Ecroc
- Violet Radcliffe
- Georgie Stone